# ザ・上本町タワー
ザ・上本町タワー (ザ・うえほんまちタワー) は大阪府大阪市天王寺区筆ケ崎町にある超高層マンション。

## 沿革・概要
老朽化した府営筆ヶ崎住宅の立替プロジェクト「上本町タワーマンションプロジェクト」により、敷地を半分に分けて西側に府営住宅、東側に当建物が建設された。茶色を基調としたタワーマンション。緊急用ヘリポートが設置されている。

## 建築概要
- 階数：地上37階地下1階
- 高さ：126.65メートル
- 総戸数：267戸
- 施主：近鉄不動産 ,関電不動産
- 設計：竹中工務店
- 施工：竹中工務店 ,大林組

## 近隣施設
- 大阪赤十字病院
- 上宮学園中学校・高等学校
- 清風中学校・高等学校
- 大阪市立夕陽丘中学校

## アクセス
- 近鉄大阪線上本町駅より徒歩6分